# Wanda Zeman
Wanda Zeman (geboren 7. April 1952 in Lublin, Polen; gestorben 27. Dezember 2012 in Warschau) war eine polnische Filmeditorin. Für ihre Arbeit wurde sie mehrfach für bedeutende Filmpreise nominiert und mit dem Polnischen Filmpreis Orły sowie beim Polnischen Filmfestival in der Kategorie Bester Filmschnitt ausgezeichnet. Über viele Jahre arbeitete sie mit international bekannten polnischen Regisseuren, insbesondere mit Andrzej Wajda, zusammen. Ihr Schaffen umfasst 75 Film- und Fernsehproduktionen.
Wanda Zeman war Mitglied der Europäischen Filmakademie.

## Filmografie (Auswahl)
- 1976: Krótkie zycie, Regie: Zbigniew Kuzminski
- 1978: Akwarele, Regie: Ryszard Rydzewski
- 1987: Chronik einer Fürstenfamilie, Regie: Filip Bajon
- 1989: Kornblumenblau, Regie: Leszek Wosiewicz
- 1989: Pension Sonnenschein, Regie: Filip Bajon
- 1990: Tschadari & Buz Kaschi. Afrikanische Frauen heute (Dokumentarfilm)
- 1992: Psy, Regie: Władysław Pasikowski
- 1992: Der Daunenträger, Regie: Janusz Kijowski
- 1994: Psy 2, Regie: Władysław Pasikowski
- 1995: Die Karwoche, Regie: Andrzej Wajda
- 1996: Chamanka, Regie: Andrzej Żuławski
- 1996: Fräulein Niemand, Regie: Andrzej Wajda
- 1998: Paula und das Glück, Regie: Ute Hirschberg
- 1998: Demony wojny według Goi, Regie: Władysław Pasikowski
- 1999: Pan Tadeusz, Regie: Andrzej Wajda
- 2002: Zemsta, Regie: Andrzej Wajda
- 2005: Persona non grata, Regie: Krzysztof Zanussi
- 2006: Strajk – Die Heldin von Danzig, Regie Volker Schlöndorff
- 2009: Ojciec Mateusz, Regie: Andrzej Kostenko